# 毛破布叶
毛破布叶（学名：Microcos stauntoniana）为椴树科破布叶属下的一个种。